# Stanislaw Kubicki
Stanislaw Kubicki (Polnisch: Stanisław Kubicki, * 20. Januar 1889 in Ziegenhain in Hessen; † vermutlich Juni 1942 im deutsch besetzten Warschau) war ein deutsch-polnischer Schriftsteller, Philosoph, Übersetzer und expressionistischer Maler.

## Leben und Wirken

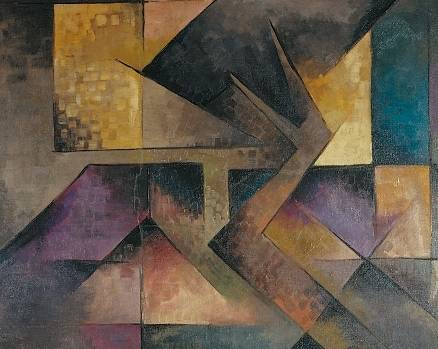
Selbstporträt (1922)

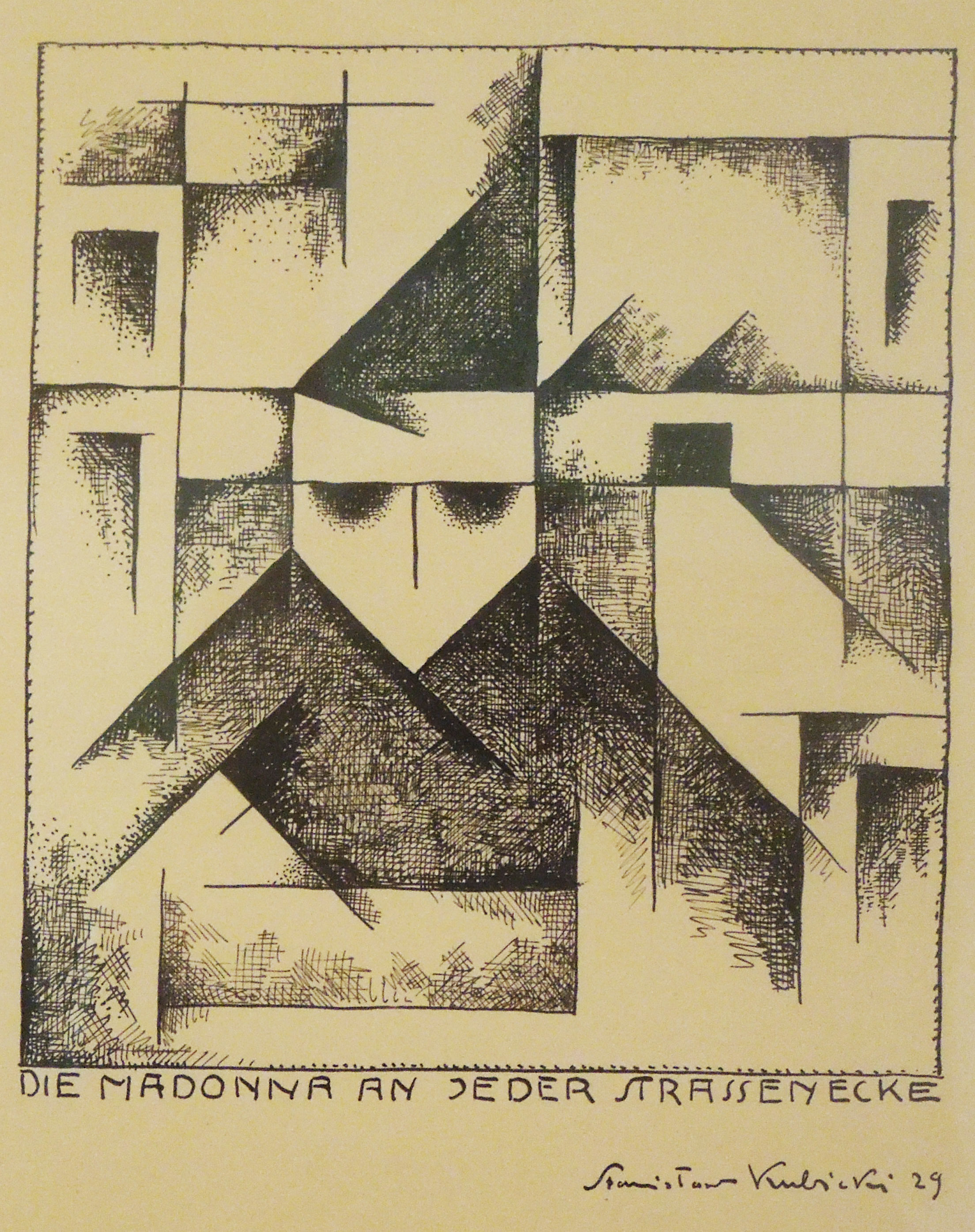
Die Madonna an jeder Straßenecke (1929)

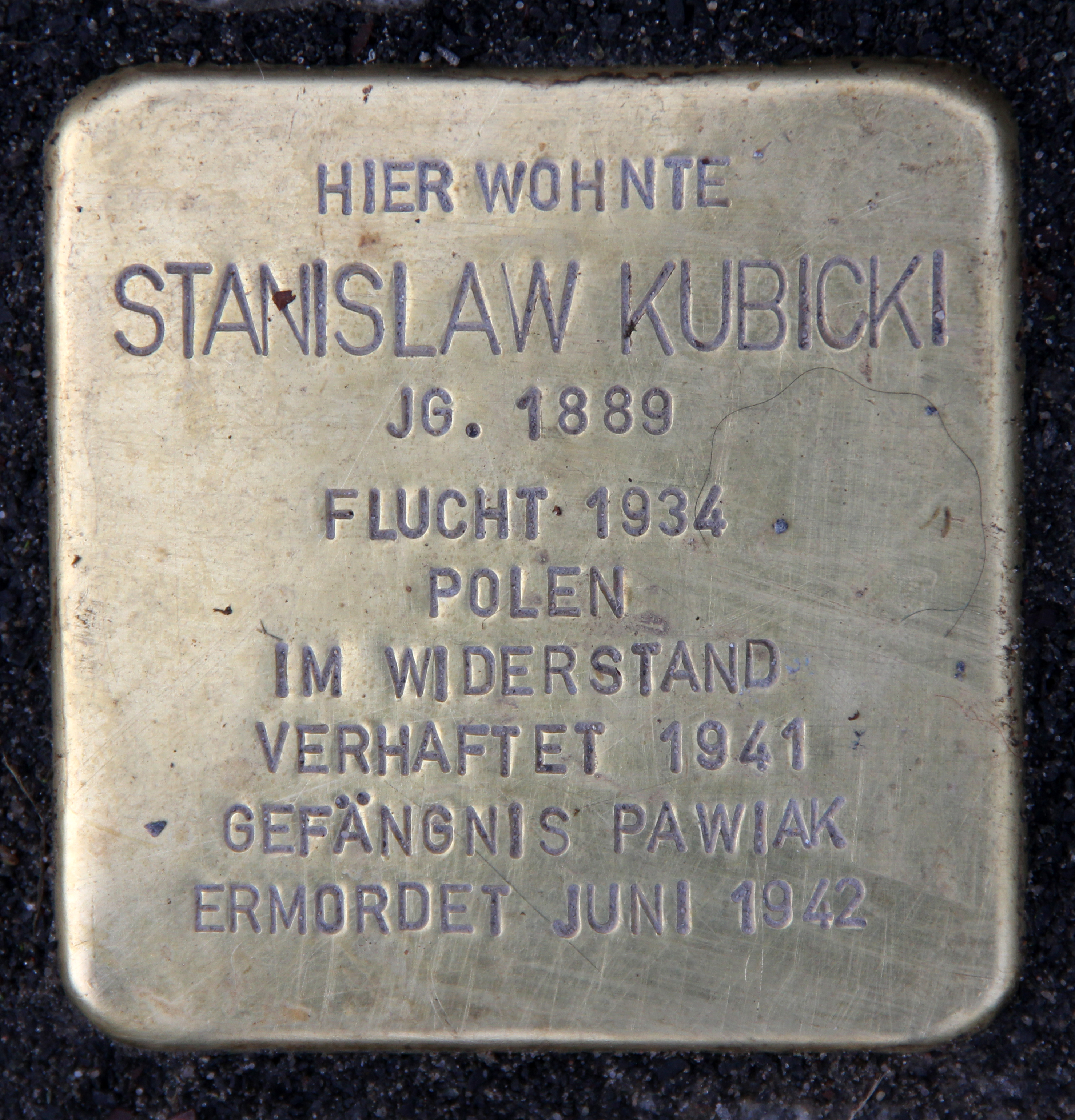
Stolperstein, Onkel-Bräsig-Straße 46, in Berlin-Britz

Kubicki besuchte 1910 die Königliche Kunstschule in Berlin. Von 1914 bis 1918 war er Soldat im Ersten Weltkrieg, wurde verwundet und ab 1916 in der Etappe als Quartiermeister in Posen eingesetzt. Während des Krieges heiratete er 1916 die Künstlerin und Kunsterzieherin Margarete Schuster (1891–1984), sie hatten eine 1919 geborene Tochter und den 1926 geborenen Sohn Stanislaw Karol Kubicki (1926–2019).
Kubicki machte sich als origineller Graphiker und Wortsprecher der Posener Expressionistengruppe Bunt einen Namen. Daneben verdienen auch seine kubo-konstruktivistischen und abstrakten Gemälde Beachtung. Seine bildnerischen, poetischen und programmatischen Werke sowie naturphilosophische Abhandlungen gehören zu den interessantesten in der ersten Phase der klassischen (historischen) Avantgarde im Mitteleuropa.
Zusammen mit seiner Frau pflegte er seit 1916 Kontakte zum Herausgeber der Berliner Kunstzeitschrift „Die Aktion“. Um 1917 initiierten sie gemeinsame Verlags- und Ausstellungen deutscher und polnischer Expressionisten. Kubicki stellte 1919/1920 seine Werke auf einer Gruppenausstellung in der bekannten Avantgarde-Galerie „Der Sturm“ aus. Hier war er einer von sieben Künstlern aus Polen und der einzige Vertreter der Gruppe Bunt. Auch veröffentlichte er seine Graphiken in der gleichnamigen Kunstzeitschrift von Herwarth Walden.
Kubicki pflegte Kontakte zum Kreis der Berliner Dadaisten, vor allem zum „Dadasophen“ Raoul Hausmann und zum „Oberdada“ Johannes Baader. Das Ergebnis davon bildete die so genannte kubo-dadaistische Episode in seinem Schaffen. Das Zürcher Dada, insbesondere die programmatischen und formalen Ideen Tristan Tzaras interpretierte er im Geiste der avantgardistischen Utopie vom „neuen Menschen“. Zusammen mit Hausmann realisierte er Ende der 1920er und Anfang der 1930er Jahre botanisch-photographische Experimente.
In den Jahren 1919 bis 1922 verfasste er seine Gedichte und programmatischen Beiträge im Geiste des avantgardistischen Internationalismus parallel auf Deutsch und Polnisch.
In den 1920er Jahren schloss Kubicki Freundschaft mit den Künstlern Jankel Adler, Raoul Hausmann, Otto Freundlich und Franz Wilhelm Seiwert. Nebenbei begann er für deutsche und polnische sozialrevolutionäre Magazine zu übersetzen. 1922 nahm er an der „1. Internationalen Kunstausstellung“ in Düsseldorf teil. Stanislaw Kubicki wurde schließlich politisch aktiv und war Teilnehmer am Kongress der „Union fortschrittlicher internationaler Künstler“. Seine Frau und er beklagten den „schlammigen Opportunismus“ der wieder „allzu etablierten Künstlergruppen“ im 1922 erschienenen Manifest der Kommune. 1923 schloss sich Kubicki der offiziell noch nicht gegründeten „Gruppe progressiver Künstler“ an. Nach 1933 zerstörten SA-Männer bei mehreren Hausdurchsuchungen Werke von Kubicki und seinen Künstlerfreunden. Nach den Repressalien emigrierte er 1934 nach Polen.
Sein letztes Gemälde „Moses vor dem brennenden Dornbusch“ von 1933/34 blieb unvollendet. In den Jahren 1935 bis 1938 schuf er auf dem Gut der Grafen Mycielskis in Kobylepole bei Posen noch sein einziges bildhauerisches Werk (und zugleich einziges Auftragswerk) – ein Denkmal zu Ehren von Marschall Józef Piłsudski.
1939 schloss sich Kubicki der polnischen Widerstandsgruppe „Wolność“ an. Als Kurier brachte er Informationen aus Polen zur Berliner Botschaft von Mandschukuo, die von dort weiter nach London gelangten. Auf dem Rückweg schmuggelte er Geld für den Widerstand nach Polen. Mitte 1941 wurde er verhaftet. Ob er bei einer Personenkontrolle in Warschau oder durch Verrat eines eingeschleusten Spitzels in die Hände der Gestapo fiel, ist bis heute nicht eindeutig geklärt. Auch ein genaues Todesdatum ist unbekannt. Sein letzter Brief aus dem Pawiak-Gefängnis in Warschau trägt den Poststempel vom 14. Januar 1942. Im Juni erhielt die Familie aus Polen eine Nachricht von Kubickis Ermordung.

## Ehrung
Am 29. November 2013 wurde vor seinem ehemaligen Wohnort, in Berlin-Britz, Onkel-Bräsig-Straße 46, ein Stolperstein verlegt. Der Stolperstein wurde von der Klasse 9c (Schuljahr 2013/14) der Alfred-Nobel-Schule gespendet. Der am 4. Dezember 2017 als Ersatz für den am 6. November 2017 gestohlenen Stolperstein verlegte neue Stein enthält ein falsches Todesjahr (1942 statt 1943) und soll durch eine dritte Fassung ersetzt werden.